# SYSTRAN
SYSTRAN je eno najstarejših podjetij, ki je specializirano za strojno prevajanje. Leta 1968 ga je ustanovil Peter Toma. SYSTRAN je opravljal obsežna dela za Ministrstvo za obrambo Združenih držav Amerike in za Evropsko komisijo. 
SYSTRAN nudi tehnologijo za Yahoo! Babel Fish. Google ga je do leta 2007 uporabljal za svojo jezikovna orodja. SYSTRAN se uporablja pri aplikaciji Dashboard Translation widget v Mac OS X.
Komercialne verzije SYSTRAN delujejo na Microsoft Windows (vključno z Windows Mobile), Linux in operacijskemu sistemu Solaris. Z izdajo SYSTRAN Server 7 v letu 2010 je SYSTRAN predstavil hibrid rule-based/Statistical machine translation (SMT) tehnologije, ki je bila novost na trgu.
Zaposleni v podjetju so računalniški strokovnjaki in računalniški jezikoslovci.

## Zgodovina
Začetki podjetja izvirajo iz eksperimenta Georgetown-IBM na univerzi Georgetown, ko so 7. januarja leta 1954 predstavili demonstracijo strojnega prevajanja. SYSTRAN je eden redkih sistemov strojnega prevajanja, ki je preživel velik upad financiranja, potem ko so sredi 60-ih leta 20. stoletja ustanovili Svetovalni odbor za računalniško obdelavo jezika. Ustanovljeno je bilo v La Jolli v Kaliforniji za prevajanje zapisov iz ruščine v angleščino za Vojno letalstvo Združennih držav Amerike v času hladne vojne. Veliko število ruskih znanstvenih in tehniških dokumetov je bilo prevedenih z uporabo tehnologije SYSTRAN pod okriljem USAF Foreign Technology Division (kasneje National Air and Space Intelligence Center) v zračni bazi Wright-Patterson v Ohiu. Kljub zmerni kvaliteti prevodov so ti zadostovali za razumevanje vsebine.
Podjetje je bilo leta 1986 prodano družini Gachot v Parizu in sedaj javno kotira na francoski borzi. Uprava podjetja se nahaja v Parizu, v ZDA pa ostaja uprava v La Jolli.
V času razcveta internetne tehnologije je mednarodna jezikovna industrija zašla v novo dobo, zato se je SYSTRAN začel pogajati s podjetji, ki so se zanimala za strojno prevajanje, kot na primer z uspešnim WorldLingo.

## Jeziki
Spodaj je naveden seznam jezikovnih virov s katerimi upravlja SYSTRAN. Veliko parov je prevedenih v ali iz angleščine in francosčine.
- iz ruščine v angleščino (1968)
- iz angleščine v ruščino za projekt Apollo-Sojuz (1973)
- angleški vir za Evropsko komisijo (1975)
- arabščina
- kitajščina
- danščina
- nizozemsčina
- francoščina
- nemščina
- grščina
- hindijščina
- italijanščina
- japonščina
- korejščina
- norveščina
- spanščina
- svedščina
- perzijščina
- poljščina
- portugaljščina

## Zunanji viri
- Uradno spletno mesto